# Handschrift 86
Handschrift 86 is een 11e-eeuws manuscript met de Moralia in Iob (Job) van de kerkvader Gregorius de Grote (ca. 540 – 604). Er zijn aanwijzingen dat het in de Paulusabdij in Utrecht gemaakt is. Tegenwoordig wordt Hs. 86 bewaard in de Universiteitsbibliotheek Utrecht. Het is te citeren als Universiteitsbibliotheek Utrecht Hs. 86 (6 G1-4).

## Omschrijving
Oorspronkelijk bestond dit manuscript uit 6 banden, maar de delen 3 en 4 zijn verloren gegaan. Het werd in de late 11e eeuw in het Latijn geschreven in Karolingisch schrift. In de late 12e eeuw is de eerste pagina van deel 1 vervangen, het schrift op deze pagina is een vroeg gotische textualis. 
De boeken zijn door minstens zes handen geschreven waarvan sommige elkaar regelmatig afwisselen. Een 15e-eeuwse hand heeft enkele titels aangebracht.
De tekst staat in twee kolommen van 33 regels op de bladen. Vaak zijn de prikgaatjes in de bovenste en onderste marge en aan de zijkant nog te zien. Ook de met een droge pen gemaakte liniëring is zichtbaar. De kolommen zijn soms slordig uitgelijnd en het perkament is van wisselende kwaliteit.
Het is een veel gebruikt manuscript, op het perkament zijn gebruikssporen zichtbaar. Vooral in de hoeken waar het blad werd omgeslagen is het donkerder verkleurd en in de marges zijn allerlei notities van verschillende handen te zien.
Deel 1 bevat 105 perkamenten bladen (folia), deel 2 113, deel 3 109, deel 4 108.  De afmeting van deel 1 is 320 bij 250 mm, deel 2 meet 305 bij 245 mm, deel 3 en 4 zijn 320 bij 245 mm. 
Deel 1 heeft nog de originele band van bruin leer over houten platten, waarbij aan de binnenkant de vacht van de koe nog aanwezig is. Op de buitenkant zijn sporen van een metalen sluiting te zien. De delen 2, 3 en 4 zijn in de 15e eeuw van een nieuwe, bruin leren band over de oude houten platten voorzien.
Bij het opnieuw binden is in deel 2 een schutblad uit een 10e-eeuws prekenboek ingebonden en in de band zijn stroken van een 11e-eeuws pontificaal (boek dat een bisschop bij de eredienst gebruikt) gebonden. In deel 3 is een pagina uit een bul van paus Bonifatius IX als voorste schutblad gebruikt (maculatuur). 
In deel 1, 2 en 3 is een formule geschreven die degene die het boek zou stelen vervloekt: siquis eum huic (a)ecclesi(a)e abstulerit, anathema sit (amen amen) fiat fiat. Onder deze formule is in deel 3 (op blad 113r) een vers in het Middelnederlands geschreven.

## Geschiedenis
Er zijn aanwijzingen dat het manuscript in de Utrechtse Paulusabdij geschreven is.
Het is zeker dat het eigendom van deze abdij was. In alle vier de delen is de annotatie "Liber monasterii sancti Pauli apostoli in Traiecto inferiori" aangebracht: het eigendomskenmerk van de Paulusabdij. In 1584 werd een deel van de bibliotheekcollectie van de abdij overgenomen door de nieuwe stadsbibliotheek van Utrecht, die na de oprichting van de Universiteit in 1636, de Universiteitsbibliotheek werd.
In alle vier de delen staan 19e-eeuwse stempels van de Utrechtse Universiteitsbibliotheek.

## Inhoud
Gregorius de Grote schreef Moralia in Job tussen 578 en 595. Hij gebruikte een methode die de Bijbeluitleg in de middeleeuwen zou gaan bepalen. Een korte passage uit de Bijbel - in dit geval uit het boek Job - wordt zowel historisch, allegorisch als moreel verklaard. De Bijbelse figuur Job werd door zijn onwankelbaar geloof in God tijdens de middeleeuwen een voorbeeld voor hoe men als Christen zou moeten leven. De Moralia werd hét moraalhandboek van de middeleeuwen. 

## Decoratie

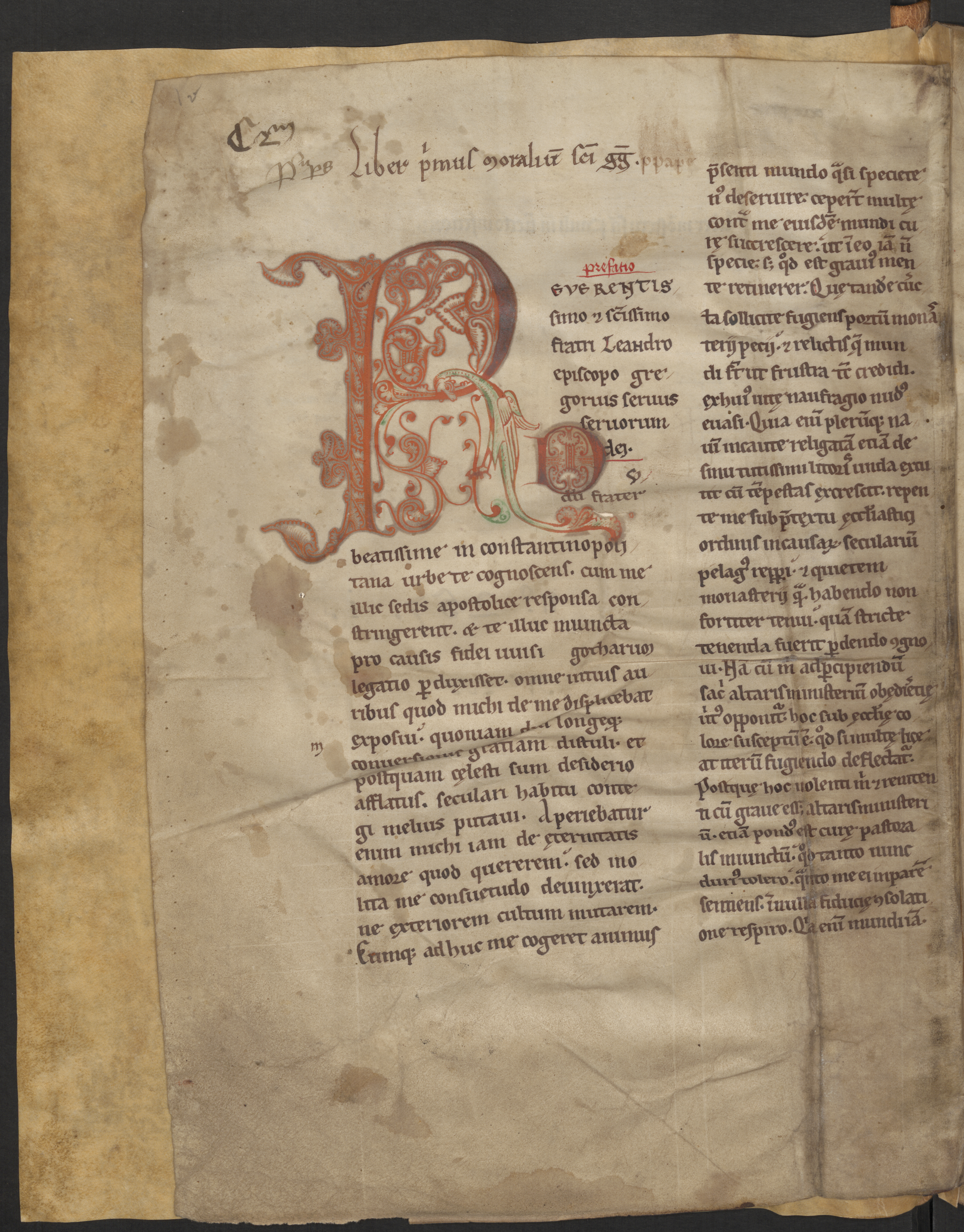
R-initiaal in deel 1, blad 2v

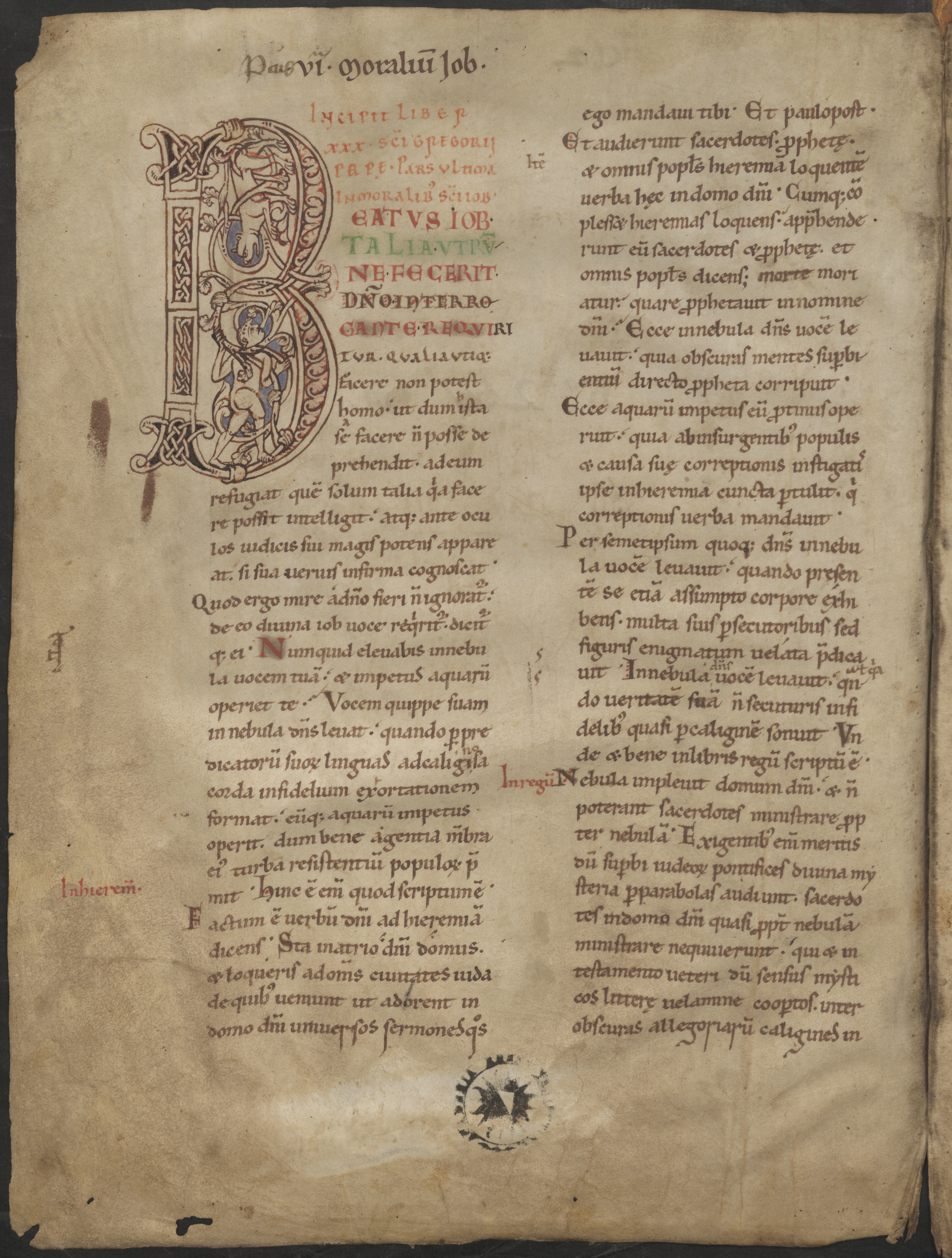
B-initiaal in deel 4, blad 1v

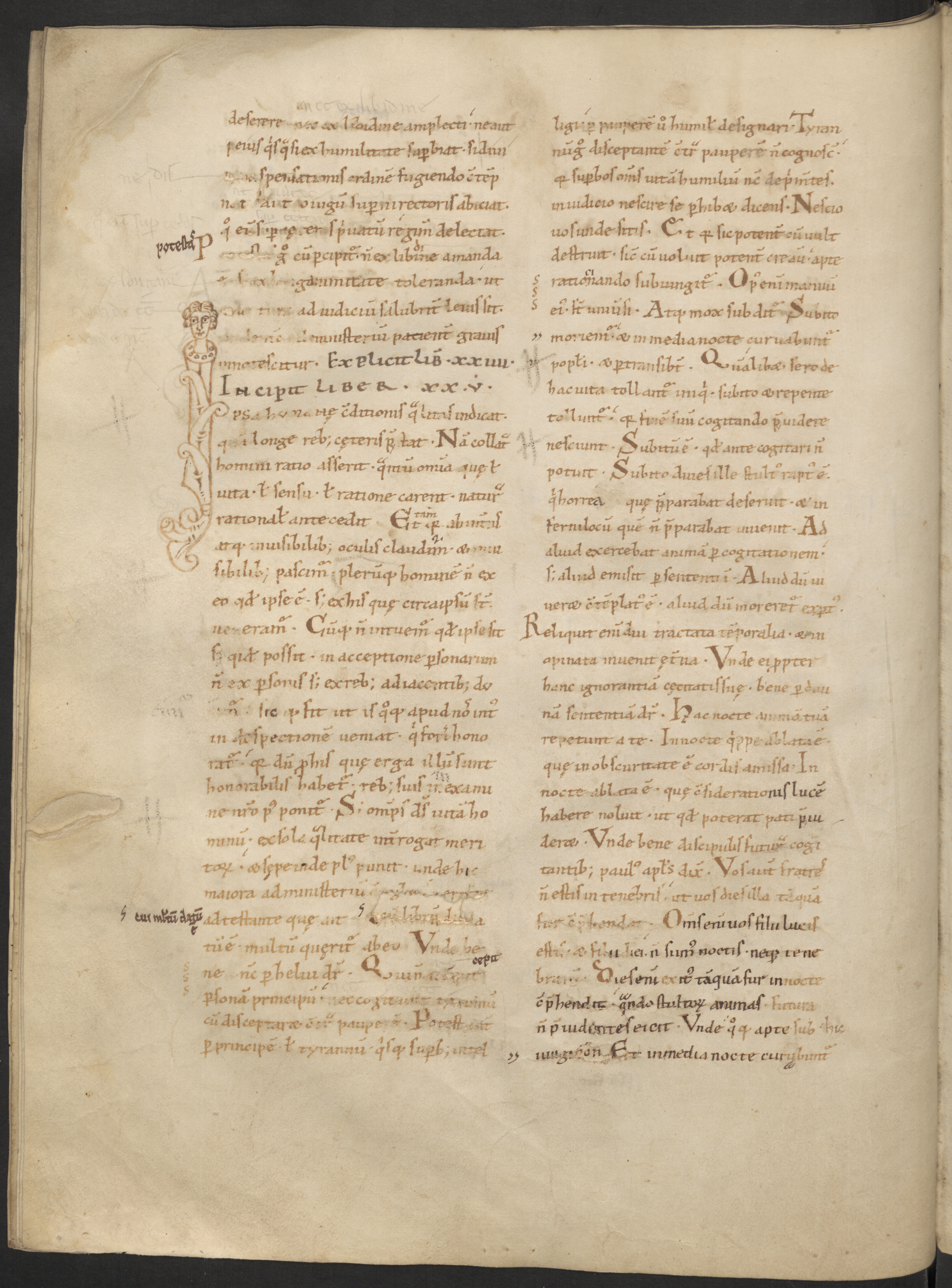
I-initiaal in deel 3, blad 27v

Om de indeling van de tekst aan te geven zijn initialen gebruikt. De meeste zijn eenvoudig en in één kleur met pen getekend, of bestaan uit vlechtmotieven of bladranken in één of twee kleuren. Er zijn twee initialen die door uitvoeriger decoratie opvallen. 

#### R-initiaal in deel 1, blad 2v; het blad dat in de late 12e eeuw is toegevoegd.
Deze gedecoreerde initiaal is voornamelijk met penwerk plantmotieven in rode en blauwe inkt versierd. De poot van de letter echter, wordt gevormd door een gevleugeld draakje in een contrasterende kleur groen. Het draakje bijt in de buik van R en voegt zijn staart sierlijk tussen twee tekstregels. Naast deze R staat een kleinere, versierde initiaal van de letter D, die de naastliggende tekst deels overlapt.
Boven deze R-initiaal is een eigendomsmerk van de Paulusabdij te zien.

#### B-initiaal in deel 4, blad 1v.
In het bovenste oog van deze initiaal is een dier getekend dat het midden houdt tussen een hond en een draak. In het onderste oog staat een naakte man. De man en het dier kijken elkaar aan. Beide figuren zijn door ranken omringd en omwikkeld. De initiaal is daarnaast nog met vlechtwerk en motieven versierd. Naast de initiaal is in verschillende kleuren gerubriceerde tekst geschreven.
Het is een typisch kenmerk van de 11e eeuw om initialen (deels) uit bladranken en dierfiguren te vormen.  
In de onderste marge is de 19e-eeuwse eigendomsstempel van de Utrechtse Universiteitsbibliotheek te zien.
Wat de betekenis is van zowel het draakje in de R-initiaal als de hond-of draak figuur en de naakte man in de B-initiaal, is nog nader onderzoek waard. 

#### I-initiaal in deel 3, blad 27v.
Karolingisch schrift in twee kolommen, I-initiaal, prikgaatjes en liniëring zijn zichtbaar en in de marge staat een aantekening.